# Luz Cipriota
Luz Cipriota (Buenos Aires, 6 settembre 1985) è un'attrice e modella argentina.

## Biografia
Nel 2012 è nel cast della fiction italiana di Rai 1 Terra ribelle 2 - Il nuovo mondo dove interpreta Isabella Puccini. Nel 2016 è coprotagonista del film Onda su onda con Rocco Papaleo e Alessandro Gassman.

## Filmografia

### Cinema
- Déficit, regia di Gael García Bernal (2007)
- Música en espera, regia di Hernán Goldfrid (2008)
- Histórias de Amor Duram Apenas 90 Minutos, regia di Paulo Halm (2009)
- Naturaleza muerta, regia di Gabriel Grieco (2015)
- Socios por accidente 2, regia di Nicanor Loreti e Fabián Forte (2015)
- Onda su onda, regia di Rocco Papaleo (2016)
- Rubirosa, regia di Carlos Moreno e Hugo Rodríguez  (2018)
- 27: El club de los malditos, regia di Nicanor Loreti (2018)
- La casa delle stelle, regia di Juan José Campanella (2019)
- Rifkin's Festival, regia di Woody Allen (2020)
- Respira, regia di Gabriel Grieco (2020)
- Axiomas, regia di Marcela Luchetta (2022)

### Televisione
- El refugio – serial TV (2006)
- Teen Angels (Casi ángeles) – serial TV (2007)
- Valentino, el argentino – serial TV  (2008)
- Herencia de amor – serial TV (2009-2010)
- Terra ribelle - Il nuovo mondo, regia di Ambrogio Lo Giudice (2012)
- Soy Luna – serial TV, 81 episodi (2016-2017)
- El maestro – serie TV (2017)

## Riconoscimenti
- Premio Martín Fierro
  - 2018 – Attrice non protagonista per El maestro [1]

## Doppiatrici italiane
Nelle versioni in italiano delle opere in cui ha recitato, Luz Cipriota è stata doppiata da:
- Milvia Bonacini (1ª voce) e Giorgia Brugnoli (2ª voce) in El refugio
- Domitilla D'Amico in Terra ribelle - Il nuovo mondo
- Alessia Amendola in Soy Luna[2]
- Eleonora Reti in teen angels